# チャールズ・T・ホーングレン
チャールズ・トーマス・ホーングレン (英：Charles Thomas Horngren、1926年10月28日 - 2011年10月23日)は、アメリカの会計学者。元スタンフォード大学経営大学院教授。「現代管理会計の先駆者」として知られており、原価計算研究の「巨星」と評される。

## 経歴
ミルウォーキー生まれ。1946年に高等学校を卒業すると、アメリカ軍に入隊した。ミルウォーキーに戻ったホーングレンは1949年にマーケット大学で会計学の学士号を取得する。1952年にはハーバード・ビジネス・スクールでMBAを取得し、1955年には博士号（Ph.D)をシカゴ大学で取得した。
マーケット大学を卒業したあと、ホーングレンは会計士としてのキャリアを積み始め、実務学校で会計学の講義を行った。1952年にMBAを取得した後、彼はシカゴ大学の学部の講師となった。 同大学で博士号を取得したホーングレンは母校であるマーケット大学と ウィスコンシン大学ミルウォーキー校で教鞭をとった。のちにシカゴ大学に会計学の教授として戻り、1966年には スタンフォード大学経営大学院 に異動となった。この後、ホーングレンは研究生活のすべてをスタンフォード大学で送ることとなる。1976年・1977年にホーングレンはアメリカ会計学会 (AAA)の会長を務めている。
ウィリアム・J・バッターの研究に触発されて、ホーングレンは著名な教科書Cost Accounting: A Managerial Emphasisを1962年に出版した。この本をはじめとして、ホーングレンは多くの管理会計論・財務会計論の研究書を執筆し、現代の管理会計論の基礎を築いた。 1990年、ホーングレンは会計殿堂に名を列ねた。

## 業績
ホーングレンの研究の最大の特徴は、経営管理のための原価計算という立場を強調し、その立場にもとづく独自の管理会計論の体系を展開したことにある。その背景には、従来の原価計算が製品単位原価の算定に重きをおいており、財務会計の補助計算としてしか考えられていなかったことがあった。

### ホーングレン管理会計論の体系
ホーングレンは、会計の役割を問題解決（problem solving），注意志向（attention directing），および帳簿記録（score keeping）に分類する。そして、管理会計システムの役割としては
- 計画と統制のための経営者への内部報告
- 戦略的計画のための内部報告

があるとする。これらの分類は、それぞれが示す範囲が明確でないという難点があるものの、「責任会計」や「意思決定」などに基づく一般的な体系よりも理論的には優れた面があると櫻井通晴は評価している。

### 関連原価計算の提唱
1950年代以降のアメリカ会計学界では、固定費を含むすべての製造原価を製品に集計する伝統的な全部原価計算と、生産量に比例して増加する変動費のみを製品に集計する直接原価計算のいずれが優れているかが激しく争われていた（直接原価計算論争）。この論争は主に外部の利害関係者に対する報告に適するかどうかという観点から行われていた。
ホーングレンは、はじめ経営管理の観点から直接原価計算を支持した。しかし、のちにマープルの未来原価回避説を発展させることによって、「関連原価」(relevant costs)に基づく関連原価計算を提唱した。関連原価は複数の代替案のどれを選ぶかによって変化する原価のことを指し、関連原価計算とは関連原価を製品に集計する原価計算のことである。関連原価計算は実務上はさまざまな問題を抱えていたため普及することはなかったが、理論的には極めて精緻であり、「原価計算史上特筆すべき発想」と高く評価されている。
なお、1980年代になって全部原価計算の流れを汲む活動基準原価計算(ABC)が新たに提唱されると、これに反対して提唱者のロバート・キャプランと激しい論争を繰り広げたが、その後、ホーングレンは自説を改めて活動基準原価計算の支持者となった。

### 物的資料にもとづく操業度差異分析
製造間接費の操業度差異分析は、伝統的には物的資料（たとえば、機械の不働時間）に固定費率を乗じた金額的資料によって行われてきた。しかし、ホーングレンは物的資料によってのみ操業度差異を分析する方法を提唱し、これは従来の方法よりも利益計画・利益統制に適していると評価されている

## 日本における影響
ホーングレンは日本の代表的な原価計算研究者である岡本清に大きな影響を与えた。また、岡野憲治はアメリカ管理会計論の体系をホーングレンが規定したと考え、ホーングレンの業績を分析する研究書を出版している。
滋賀大学名誉教授の小倉栄一郎はスタンフォード大学に留学した際に、両者ともカトリックを信仰していたことなどから親交があったと述べている。

## 主な著作

### 書籍
- Horngren, Charles T.(1974)Accounting for Management Control(3rd Revised edition),Prentice Hall
  - 日本語訳:『管理会計 経営計画の設定と統制のための会計』 （小倉栄一郎、加藤勝康による2nd editionの訳）日本生産性本部 1974年。
- Horngren, C. T., Sundem, G. L., Peyvandi, A. A., Robertson, W. D., & Fisher, A. (1990). Introduction to management accounting. Englewood Cliffs, NJ: Prentice-Hall.
- Horngren, Charles T., Gary L. Sundem, and William O. Stratton. Introduction to management accounting. (1996).
  - 日本語訳:『マネジメント・アカウンティング』（渡辺俊輔による11th,editionの訳）TAC出版、2000年
- Horngren, Charles T., Alnoor Bhimani, Srikant M. Datar, and George Foster. Management and cost accounting. Harlow: Financial Times/Prentice Hall, 2002/2008.
- Horngren, C. T., Harrison, W. T., Bamber, L. S., Willis, B., & Jones, B. (2005). Accounting. Pearson Education.
- Harrison, Walter T., and Charles T. Horngren. Financial accounting. Pearson Education, 2008.

### 論文
- Horngren, Charles T. "Marketing of accounting standards." Journal of Accountancy 136.4 (1973): 61-66.
- Kaplan, Robert S., Shank, J. K., Horngren, C. T., Boer, G., Ferrara, W. L., & Robinson, M. A. (1990). "Contribution margin analysis: no longer relevant/strategic cost management: the new paradigm." Journal of management accounting research, 2(1), 1-32.